# 特廖拉
特廖拉（義大利語：Triora），是意大利因佩里亚省的一个市镇。总面积67.74平方公里，人口409人，人口密度6.0人/平方公里（2009年）。ISTAT代码为008061。

## 友好城市
- 法國拉布里格（2006年）